# Міхал Хмела
Міхал Хмела (пол. Michał Chmela; нар. 21 травня 1977) — колишній польський тенісист.
Найвищу одиночну позицію світового рейтингу — 341 місце досяг 9 листопада 1998, парну — 591 місце — 26 квітня 1999 року.
Здобув 1 одиночний титул.

## Титули на челленджерах

### Одиночний розряд: (1)
| Рік  | Турнір                 | Покриття | Суперник     | Рахунок  |
| ---- | ---------------------- | -------- | ------------ | -------- |
| 1998 | Сопот (Польща), Польща | Ґрунт    | Томас Ларсен | 6–2, 7–6 |